# Eduardo Valenzuela Prado
Eduardo Valenzuela Prado (Coquimbo, 1897 - Iquique, 24 de marzo de 1963) fue un ingeniero y político socialista chileno. Hijo de Javier Valenzuela Meléndez y Antonia Prado Villalón. Contrajo matrimonio con Rosa Mozó.
Educado en el Liceo de La Serena y en la Universidad de Chile, donde egresó como ingeniero. Se dedicó un buen tiempo a la construcción, para luego pasar al ambiente político.
Miembro del Partido Socialista.
Alcalde de la Municipalidad de Iquique (1933-1935). Durante su administración procedió a la renovación del puerto pesquero de Iquique, además de la pavimentación de algunas de las calles principales de la ciudad.
Ingeniero en jefe del Ministerio de Obras Públicas (1938-1940) y trabajó en diferentes entidades públicas durante los gobiernos radicales.
Gobernador de la provincia de Tarapacá (1944).